# Bárbara Branco
Bárbara Branco (Cascais, 28 de outubro de 1999), é uma atriz portuguesa.

## Biografia
Nasceu em 1999. Concluiu o Curso de Interpretação da Escola Profissional de Teatro de Cascais (2014-2018). No Teatro Experimental de Cascais interpretou o monólogo Lamento em Dó Menor, bem como o original de Guilherme Pelote Um Rapaz Chamado Rupert Partiu-te o Nariz com um Pau?, encenado por Carlos Avilez, que a também a dirigiu nas peças Peter Pan de J. M. Barrie e As You Like It de William Shakespeare. Na Comuna foi Nina, na peça Os Apontamentos de Trigorin, de Williams Shakespeare, com encenação de João Mota. No Teatro da Trindade dividiu com José Condessa o protagonismo em Romeu e Julieta, de Williams Shakespeare. Foi nomeada para os Prémios SPA como melhor atriz de Teatro pela sua interpretação na peça As You Like It, papel que lhe valeu igualmente uma nomeação para os Globos de Ouro da SIC.
Em 2014, estreou-se em televisão na novela da RTP1 Água de Mar, seguidamente integrou o elenco de várias produções televisivas da TVI, como A Impostora, Jogo Duplo, Na Corda Bamba e Bem Me Quer.
Em 2020 protagonizou o filme Bem Bom, representando a cantora Fátima Padinha. Este foi o seu primeiro trabalho em cinema.
Em 2021 a atriz recebeu o prémio de "Melhor Atriz de Teatro" na XXV Gala dos Globos de Ouro, em reconhecimento da sua representação da peça Bruscamente no Verão Passado.
No dia 6 de outubro de 2022, durante as celebrações dos 30 anos da SIC, foi anunciada a sua contratação para o canal. Em 2023 entra na novela Flor sem Tempo, dando vida à personagem Catarina Valente, a sua estreia como protagonista em telenovelas.Em 2025, interpreta uma das protagonistas de A Herança, para a mesma estação.
Em 2024, foi uma das treze artistas que fez parte do elenco do teatro musical Quis Saber Quem Sou, no Teatro São Luiz, no âmbito das comemorações do cinquentenário da Revolução de 25 de Abril de 1974.

## Filmografia

### Televisão
| Ano         | Projeto                                   | Papel                                 | Notas                 | Canal |
| ----------- | ----------------------------------------- | ------------------------------------- | --------------------- | ----- |
| 2014        | Água de Mar                               | Lordana                               | Elenco Adicional      | RTP1  |
| 2016        | País Irmão                                | Matilde                               | Participação Especial | RTP1  |
| 2016 - 2017 | A Impostora                               | Maria Augusta «Guta» Lancastre Varela | Elenco Principal      | TVI   |
| 2017 - 2018 | Jogo Duplo                                | Sandra Duque                          | Elenco Principal      | TVI   |
| 2018 - 2019 | Dança com as Estrelas (4.ª edição)        | Ela Própria                           | Concorrente           | TVI   |
| 2019        | A Tua Cara não me é Estranha (6.ª edição) | Ela Própria                           | Concorrente           | TVI   |
| 2019 - 2020 | Na Corda Bamba                            | Simone Nunes Aguiar                   | Elenco Principal      | TVI   |
| 2020 - 2021 | Bem Me Quer                               | Vera Cunha Trindade de Sousa          | Antagonista           | TVI   |
| 2021        | Doce                                      | Fátima Padinha                        | Protagonista          | RTP1  |
| 2021        | A Rainha e a Bastarda                     | Teresa Martins de Meneses             | Elenco Principal      | RTP1  |
| 2021 / 2022 | Pôr do Sol                                | Madalena Bourbon de Linhaça (jovem)   | Elenco Adicional      | RTP1  |
| 2022        | O Crime do Padre Amaro                    | Amélia Caminha                        | Protagonista          | RTP1  |
| 2022        | Santiago                                  | Carmen Doyle Vasconcellos             | Protagonista (OPTO)   | SIC   |
| 2023 - 2024 | Flor Sem Tempo                            | Catarina Valente                      | Protagonista          | SIC   |
| 2023        | Vale Tudo (4.ª temporada)                 | Ela Própria                           | Elenco Fixo           | SIC   |
| 2024        | A Máscara (4.ª temporada)                 | Bola de Espelhos                      | Concorrente           | SIC   |
| 2025        | A Herança                                 | Ana Beatriz Dias Martins              | Protagonista          | SIC   |

### Cinema
| Ano  | Título  | Personagem     | Ref.   |
| ---- | ------- | -------------- | ------ |
| 2020 | Bem Bom | Fátima Padinha | [ 14 ] |

## Teatro
Bárbara Branco participou, entre outras, nas peças de teatro:
- Bruscamente no Verão Passado[15]
- Do deslumbramento[16]
- Quis Saber Quem Sou - 2024 (Teatro musical em homenagem aos 50 anos da Revolução de 25 de Abril de 1974)

## Prémios e Reconhecimentos
- 2020 - Prémio SPA, na categoria Melhor Actriz;[17]
- 2021 - Globo de Ouro (SIC/Revista Caras) na categoria Melhor Actriz de Teatro;[18]
- 2022 - Prémio Nico da Academia Portuguesa de Cinema, na categoria Actriz;[19]

## Vida pessoal
Entre 2018 e 2023, manteve uma relação com o ator José Condessa.
Em 2023, iniciou uma relação com o ator Vítor Silva Costa, com quem contracenou na novela Flor sem Tempo.